# Krabathor
Krabathor est un groupe de death metal tchèque, originaire de Staré Město, dans le district d'Uherské Hradiště.

## Biographie
Le groupe est formé par Christopher en 1984 à Staré Město, dans le district d'Uherské Hradiště. Le nom du groupe s'inspire de Krabat, le protagoniste du conte de fée allemand The Satanic Mill. En 1988, Krabathor publie sa première répétition en démo, rapidement suivie par deux autres démos. En 1991, une authentique démo, Pocity Detronizace, est enregistrée, puis le groupe signe un contrat de deux albums avec le label Monitor Productions. 
Leur premier album, Only Our Death is Welcome..., est publié en 1992, suivi par Cool Mortification, un an plus tard, en 1993. Ils signent au label Morbid Records, auquel ils publient l'album Lies en 1995, soutenu par une tournée européenne avec Impaled Nazarene aux No Mercy Festivals en 1996. En mars 1998, leur album Orthodox est publie, et le groupe tourne intensément en Europe avec Cannibal Corpse. En 1999, ils jouent avec Malevolent Creation et Master. À cette période, Bruno quitte le groupe pour former Hypnos, et est remplacé par Paul Speckmann (ex-Master). Ils enregistrent par la suite deux nouveaux albums. 
En 2004, Krabathor contribue avec la chanson Evil Warriors à la compilation Seven Gates of Horror distribuée au label Karmaggedon Media en hommage au groupe Possessed. Skull forme un autre groupe appelé Bad Face. Le guitariste Christopher se joint au groupe Evil Incarnate en août 2008. 
En 2014, le groupe se réunit pour un concert au Brutal Assault Festival de Jaroměř, en République tchèque, avec Christopher, Bruno et Pegas. Le groupe annonce aussi une brève tournée en 2015.

## Membres

### Membres actuels
- Petr Kryštof (aka Christopher) - guitare, chant (1984-2006, depuis 2013)
- Bronislav Kovařík (aka Bruno) - basse, chant (1986-1987, 1991-1998, depuis 2013), batteie (1988-1990)
- Peter Hlaváč (aka Pegas) - batterie (1993-1996, depuis 2013)

### Anciens membres
- René Hílek (aka Hire) - guitare (1991-1992)
- Martin Mikulec (aka Trachta) - guitare (1990, 1993)
- Paul Speckmann - basse, chant (1999-2005)
- Radek Kutil (aka Bája) - guitare (1988-1990)
- Petr Kopeček (aka Kopec) - batterie (1990-1993)
- Jiří Novák (aka Necron) - basse (1988-1990)
- Roman Podškubka (aka Myšák) - basse (1984-1986, 1988)
- Luděk Havránek (aka Havran) - batterie (1984-1987, 1987-1988, 1989)
- Libor Lebánek (aka Skull) - batterie (1996-2004)
- Grandav' le rebelle -

Batterie 1981-1982

### Membres de session
- M. Štědroň - claviers (sur Pocity detronizace et Feelings of Dethronisation)
- Petr Ackermann - claviers (sur Only Our Death Is Welcome... et Cool Mortification)
- Tomáš Kmeť - claviers (sur Lies et Orthodox)
- Irena Černíčková - claviers (sur Unfortunately Dead)

## Discographie

### Albums studio
- 1992 : Only Our Death is Welcome...
- 1993 : Cool Mortification
- 1995 : Lies
- 1998 : Orthodox
- 2000 : Unfortunately Dead
- 2003 : Dissuade Truth

### Démos
- 1988 : Breath of Death
- 1988 : Total Destruction
- 1988 : Brutal Death
- 1991 : Pocity detronizace
- 1991 : Feelings of Dethronisation
- 1994 : Promo Tape

### EPs
- 1996 : The Rise of Brutality
- 1997 : Mortal Memories
- 1999 : First Alben

### Compilation
- 2005 : 20 Years of Madness